# Mack Sennett
Mack Sennett, właśc. Michael Sinnott lub Mikall Sinnott (ur. 17 stycznia 1880 w Eastern Township, na wschód od Montrealu w prowincji Quebec, w Kanadzie, zm. 5 listopada 1960 w Woodland Hills w Kalifornii) – amerykański producent filmowy i reżyser kanadyjskiego pochodzenia, tworzący w okresie kina niemego. Znany jako „Król komedii”, zasłynął realizacją kilkuset niemych komedii pomyłek, zwanych slapstick. Wypromował w swoich filmach wielu znanych komików, m.in. Charlesa Chaplina i Roscoe ‘Fatty’ Arbuckle.

## Życiorys
Mack Sennett urodził się w rodzinie irlandzkich katolików, którzy na długo przed jego narodzinami wyemigrowali do Kanady. Pierwszą pasją późniejszego ‘Króla komedii’ była opera. Jednak zanim zdołał choćby zacząć realizować swoje marzenia, rodzina Sennettów wyprowadziła się do Stanów Zjednoczonych i zamieszkała w Connecticut. Siedemnastoletni Mack zaczął pracować w fabryce. W późniejszym okresie jego rodzice przeprowadzili się do Northampton w stanie Massachusetts, a Mack coraz bardziej zdawał sobie sprawę, że praca hutnika, spawacza czy pomocnika hydraulika, to nie to o czym marzył. Wyruszył do Nowego Jorku i wkrótce miał sposobność poznać gwiazdę wodewilu Marie Dressler. Ta, choć niezbyt zachwycona talentem młodego Sennetta, dała mu list polecający do nowojorskiego producenta teatralnego Davida Belasco. I choć Belasco również odrzucił Macka, ten nie poddał się i postanowił pozostać w Nowym Jorku dłużej i spróbować swoich szans w branży rozrywkowej. W tym czasie pracował jako piosenkarz, tancerz, klown, aktor komediowy, a później również jako reżyser w Biograph – wytwórni, z którą współpracował sam D.W. Griffith. Pod okiem wielkiego mistrza nauczył się wszystkiego, co było mu potrzebne, aby zostać niezależnym twórcą i producentem. Zapamiętał wielki talent Griffitha i to właśnie on był jego pierwszym mistrzem.
W 1912 r., przy wsparciu dwójki inwestorów, założył własną wytwórnię – Keystone. W rzeczywistości „inwestorzy” byli zainteresowani współpracą z Sennettem, bowiem był on im winny pieniądze w związku z niespłaconymi długami hazardowymi. Sennett przekonał ich, że zarobią dużo więcej, jeśli wejdą z nim w interes. Tutaj wyspecjalizował się w produkcji prostych jednoaktówek, głównie komedii slapstickowych, których fabuła ograniczona była z reguły do szeregu następujących po sobie skeczy, które miały w zamyśle rozśmieszać widza. Tak więc wizytówką filmów Sennetta stały się zwariowane pościgi samochodowe, bitwy na torty i fajtłapowaci policjanci. Keystone otwarła drogę do kariery takim gwiazdom jak: Mabel Normand, Charlie Chaplin, Raymond Griffith, Gloria Swanson, Ford Sterling, Andy Clyde, Bing Crosby czy W.C. Fields. Wielu aktorów do tego stopnia ceniło sobie współpracę z Mackiem Sennettem, że wraz z nim przeszło do Keystone.
W roku 1915 Keystone stał się niezależną wytwórnią, będącą jednak pod wpływami znaczącego w tamtym okresie studia Triangle, które do życia powołali sami D.W. Griffith i Thomas H. Ince. Tam Sennett pracował jeszcze przez dwa lata, po czym zdecydował się na porzucenie marki Keystone i założył własną firmę Mack Sennett Comedies Corporation, gdzie oprócz krótkich form komediowych zrealizował też trochę dłuższych obrazów. Tutaj sławę zyskali Andy Clyde, Vernon Dent, Alice Day, Harry Langdon i Ben Turpin. Zdolność Sennetta do dostrzegania młodych talentów, z których później wyrastali wielcy komicy była legendarna. Jest to jeden z powodów, dla których jego firma doskonale prosperowała.
Jednak w latach trzydziestych film dźwiękowy stawał się coraz bardziej popularny. Nie było to medium, które odpowiadało Sennettowi, dlatego wycofał się na wcześniejszą emeryturę. Jego wkład w rozwój kinematografii doceniła Amerykańska Akademia Filmowa, przyznając mu w 1937 r. specjalnego Oscara za całokształt dokonań. Później wyreżyserował jeszcze kilka scen w filmie Binga Crosby’ego, przyłożył się również do dwóch komedii muzycznych, jednak lata świetności miał już za sobą. W latach pięćdziesiątych, za sprawą szybko rozwijającej się telewizji, dawne i nieco zapomniane komedie Macka Sennetta znowu zyskały sławę, jednak był on już na tyle zaawansowany wiekowo, że nie zdecydował się na powrót do zawodu.
Zmarł w 1960 r. w wieku 81 lat.

## Filmografia
- 1949: Down Memory Lane.
- 1935: Way Up Thar; The Timid Young Man; Just Another Murder; Flicker Fever; Ye Olde Saw Mill.
- 1934: Just an Echo; 'Tis the Ball.
- 1933: Please; The Barber Shop; The Big Fibber; Husbands’ Reunion; Knockout Kisses; Daddy Knows Best; See You Tonight; Roadhouse Queen; Dream Stuff; Uncle Jake; Feeling Rosy; The Pharmacist; Sweet Cookie; The Plumber and the Lady; Sing, Bing, Sing; Caliente Love; The Fatal Glass of Beer; Easy on the Eyes; Too Many Highballs; Artist’s Muddles; The Singing Boxer; A Wrestler’s Bride; Don’t Play Bridge with Your Wife; Blue of the Night.
- 1932: The Human Fish; Hypnotized; The Lion and the House; Doubling in the Quickies; The Dentist; Bring 'Em Back Sober; Courting Trouble; Ma’s Pride and Joy; The Giddy Age; The Singing Plumber; Young Onions; His Royal Shyness; For the Love of Ludwig; Alaska Love; Hatta Marri; Hawkins & Watkins Inc.; Sea-Going Birds; The Candid Camera; The Loud Mouth; Jimmy’s New Yacht; The Boudoir Butler; Freaks of the Deep; Divorce a la Mode; Meet the Senator; The Spot on the Rug; Listening In; Man-Eating Sharks; Speed in the Gay Nineties; The Flirty Sleepwalker; Billboard Girl; Lady! Please!; Shopping with Wifie; The Girl in the Tonneau; Dream House.
- 1931: The Pottsville Palooka; Half Holiday; The All-American Kickback; One More Chance; Wrestling Swordfish; The Great Pie Mystery; Taxi Troubles; Who’s Who in the Zoo; Speed; I Surrender Dear; Poker Widows; The World Flier; The Cannonball; The Trail of the Swordfish; Fainting Lover; The Albany Branch; Slide, Speedy, Slide; Movie Town; Monkey Business in Africa; Hold 'er Sheriff; Ghost Parade; The Cowcatcher’s Daughter; In Conference; Ex-Sweeties; Crashing Hollywood; Just a Bear; The Dog Doctor; The Bride’s Mistake; The College Vamp; One Yard to Go; Dance Hall Marge; No, No, Lady; A Poor Fish.
- 1930: Rough Idea of Love; A Hollywood Theme Song; Racket Cheers; Don’t Bite Your Dentist; Divorced Sweethearts; Take Your Medicine; Grandma’s Girl; Midnight Daddies; The Bluffer; Average Husband; Hello, Television; The Chumps; Campus Crushes; Fat Wives for Thin; Radio Kisses; He Trumped Her Ace; Match Play; Bulls and Bears; Sugar Plum Papa; Scotch; Strange Birds.
- 1929: Uppercut O’Brien; The New Halfback; Clancy at the Bat; A Hollywood Star; The Golfers; The Lunkhead; The Constabule; The Barber’s Daughter; Jazz Mamas; A Close Shave; Girl Crazy; Don’t Get Jealous; The Big Palooka; Pink Pajamas; The Bees’ Buzz; Matchmaking Mamma; Broadway Blues; Button My Back; Whirls and Girls; The Old Barn; Calling Hubby’s Bluff; Baby’s Birthday; The Bride’s Relations; Clunked on the Corner.
- 1928: Hubby’s Latest Alibi; His New Steno; Taxi Beauties; The Burglar; The Lion’s Roar; The Campus Carmen; Hubby’s Weekend Trip; A Taxi Scandal; The Bargain Hunt; Catalina Rowboat Races; Motorboat Mamas; The Campus Vamp; A Dumb Waiter; Caught in the Kitchen; The Chicken; His Unlucky Night; The Girl from Nowhere; The Good-Bye Kiss; The Bicycle Flirt; Foolish Husbands; Smith’s Farm Days; The Swim Princess; The Best Man; Smith’s Army Life; Love at First Flight; The Beach Club; Run, Girl, Run; Smith’s Holiday.
- 1927: Love in a Police Station; The Girl from Everywhere; Smith’s Modiste Shop; The Bull Fighter; Fiddlesticks; Smith’s Cousin; For Sale, a Bungalow; Daddy Boy; Smith’s Cook; Gold Digger of Weepah; Smith’s Pony; The Golf Nut; Love’s Languid Lure; Smith’s Candy Shop; The College Kiddo; Cured in the Excitement; The Pride of Pikeville; Smith’s Fishing Trip; Crazy to Act; His First Flame; Smith’s Kindergarten; Broke in China; Catalina, Here I Come; Smith’s Surprise; A Small Town Princess; A Dozen Socks; The Jolly Jilter; Smith’s New Home; Peaches and Plumbers; The Plumber’s Daughter; Smith’s Customer; A Hollywood Hero; Should Sleepwalkers Marry?; Pass the Dumplings; Smith’s Pets; The Bum’s Rush.
- 1926: Flirty Four-Flushers; All Wet; A Blonde’s Revenge; Kitty from Killarney; Smith’s Picnic; The Divorce Dodger; Fire; Hesitating Horses; Smith’s Uncle; A Harem Knight; Masked Mamas; Should Husbands Marry?; Smith’s Visitor; Love’s Last Laugh; The Perils of Petersboro; A Prodigal Bridegroom; The Doughboy; Smith’s Landlord; Hoboken to Hollywood; Her Actor Friend; Smith’s Vacation; When a Man’s a Prince; Hubby’s Quiet Little Game; Alice Be Good; A Sea Dog’s Tale; Ice Cold Cocos; Puppy Lovetime; Muscle Bound Music; A Yankee Doodle Duke; Fight Night; The Ghost of Folly; Soldier Man; Hayfoot, Strawfoot?; A Love Sundae; Hooked at the Altar; Wandering Willies; Circus Today; Meet My Girl; Gooseland; Trimmed in Gold; The Funnymooners; Saturday Afternoon; Whispering Whiskers; Hot Cakes for Two; Wide Open Faces; The Gosh-Darn Mortgage.
- 1925: Hotsy-Totsy; From Rags to Britches; The Window Dummy; There He Goes; Isn’t Love Cuckoo?; The Soapsuds Lady; Take Your Time; Dangerous Curves Behind; A Sweet Pickle; Good Morning, Madam!; Over Thereabouts; Love and Kisses; Hurry, Doctor!; A Rainy Knight; Butter Fingers; Cold Turkey; Don’t Tell Dad; Lucky Stars; The Iron Nag; Tee for Two; Cupid’s Boots; Sneezing Beezers; Super-Hooper-Dyne Lizzies; Skinners in Silk; He Who Gets Smacked; The Lion’s Whiskers; Remember When?; The Marriage Circus; Breaking the Ice; Plain Clothes; Giddap; Bashful Jim; The Raspberry Romance; Water Wagons; The Beloved Bozo; Boobs in the Wood; His Marriage Wow; Honeymoon Hardships; The Wild Goose Chaser; The Plumber; The Sea Squawk.
- 1924: Bull and Sand; Off His Trolly; Feet of Mud; The Cannon Ball Express; Love’s Sweet Piffle; Galloping Bungalows; The Reel Virginian; Riders of the Purple Cows; The Hansom Cabman; Wandering Waistlines; Little Robinson Corkscrew; The Luck o’ the Foolish; Three Foolish Weeks; Lizzies of the Field; East of the Water Plug; The First 100 Years; Wall Street Blues; Romeo and Juliet; His New Mamma; The Lion and the Souse; Yukon Jake; The Cat’s Meow; Black Oxfords; Flickering Youth; The Hollywood Kid; Shanghaied Lovers; Scarem Much; Smile Please; The Half-Back of Notre Dame; One Spooky Night; Picking Peaches; Ten Dollars or Ten Days.
- 1923: Inbad the Sailor; Flip Flops; The Daredevil; One Cylinder Love; Asleep at the Switch; Down to the Sea in Shoes; Skylarking; Pitfalls of a Big City; Nip and Tuck; Where’s My Wandering Boy This Evening?; The Shriek of Araby; Suzanna; Rough and Ready.
- 1922: Bow Wow; When Summer Comes ;Home Made Movies; Ma and Pa; The Crossroads of New York; Gymnasium Jim; Step Forward; On Patrol; The Duck Hunter; Bright Eyes.
- 1921: By Heck; Be Reasonable; Love and Doughnuts; Molly O’; Hard Knocks and Love Taps; Love’s Outcast; Call a Cop; Home Talent; She Sighed by the Seaside; Astray from the Steerage; Officer Cupid; Sweetheart Days; Made in the Kitchen; Wedding Bells Out of Tune; A Perfect Crime; The Unhappy Finish; A Small Town Idol; On a Summer Day.
- 1920: Bungalow Troubles; Love, Honor and Behave!; Movie Fans; My Goodness; His Youthful Fancy; It’s a Boy; Don’t Weaken!; Great Scott!; The Quack Doctor; Married Life; By Golly!; Let 'er Go; Down on the Farm; Gee Whiz; The Star Boarder.
- 1919: Salome vs. Shenandoah; Uncle Tom Without a Cabin; Back to the Kitchen; A Lady’s Tailor; Sleuths; The Dentist; Foxy Ambrose; No Mother to Guide Him; Why Beaches Are Popular; The Little Widow; Among Those Present; Yankee Doodle in Berlin; East Lynne with Variations; Cupid’s Day Off.
- 1918: Her First Mistake; Mickey; She Loved Him Plenty; Two Tough Tenderfeet; The Battle Royal; Saucy Madeline; Their Neighbor’s Baby; His Smothered Love; Mud; Sheriff Nell’s Tussle; His Double Life; Watch Your Neighbor; Ruined by a Dumbwaiter; It’s a Cinch; Whose Little Girl Are You?.
- 1917: A Counterfeit Scent; Are Waitresses Safe?; The Pullman Bride; His Busy Day; Roping Her Romeo; All at Sea; A Bedroom Blunder; Caught in the End; The Sultan’s Wife; The Late Lamented; Hula Land; A Warm Reception; Lost: A Cook; Aired in Court; Whose Baby?; A Clever Dummy; Dangers of a Bride; A Dog Catcher’s Love; A Dark Room Secret; Cactus Nell; The Camera Cure; A Royal Rogue; Twin Troubles; Dad’s Downfall; His One Night Stand; A Laundry Clean-Up; His Naughty Thought; The Betrayal of Maggie; Teddy at the Throttle; A Maiden’s Trust; Secrets of a Beauty Parlor; A Berth Scandal; The House of Scandal; Her Fame and Shame; Her Nature Dance; Dodging His Doom; Hobbled Hearts; Villa of the Movies; Her Circus Knight; A Dog’s Own Tale; A Bachelor’s Finish; Done in Oil; When Hearts Collide; A Dishonest Burglar; A Finished Product; Her Finishing Touch; Innocent Sinners; Honest Thieves; A Self-Made Hero.
- 1916: Safety First Ambrose; Bombs!; A Tugboat Romeo; Ambrose’s Rapid Rise; Haystacks and Steeples; Dollars and Sense; Maid Mad; His Lying Heart; The Danger Girl; A la Cabaret; First Beau; A Social Cub; The Surf Girl; Ambrose’s Cup of Woe; The Waiters’ Ball; Bubbles of Trouble; Hearts and Sparks; The Love Comet; Bath Tub Perils; Dash of Courage; His Bitter Pill; Bucking Society; His Bread and Butter; His Last Laugh; A Bath House Blunder; By Stork Delivery; The Village Blacksmith; The Judge; The Village Vampire; Wife and Auto Trouble; Bright Lights; Cinders of Love; His Auto Ruination; Better Late Than Never; His Hereafter; His Pride and Shame; Fido’s Fate; He Did and He Didn’t; A Movie Star; Because He Loved Her; A Modern Enoch Arden; Fatty and Mabel Adrift; Black Eyes and Blue; The Feathered Nest; The Nick of Time Baby; The Snow Cure.
- 1915: Dizzy Heights and Daring Hearts; The Hunt; Fatty and the Broadway Stars; Crooked to the End; A Janitor’s Wife’s Temptation; The Great Vacuum Robbery; A Favorite Fool; A Submarine Pirate; My Valet; Her Painted Hero; A Game Old Knight; The Battle of Ambrose and Walrus; Our Dare-Devil Chief; When Ambrose Dared Walrus; Fatty’s Tintype Tangle; Dirty Work in a Laundry; The Little Teacher; Fatty’s Plucky Pup; A Hash House Fraud; Court House Crooks; The Cannon Ball; Miss Fatty’s Seaside Lovers; For Better – But Worse; Gussle’s Backward Way; He Wouldn’t Stay Down; A Human Hound’s Triumph; Crossed Love and Swords; A Versatile Villain; Their Social Splash; Love, Loot and Crash; Mabel and Fatty Viewing the World’s Fair at San Francisco; A Bear Affair; Ambrose’s Nasty Temper; Do-Re-Mi-Fa; The Beauty Bunglers; Ambrose’s Lofty Perch; When Love Took Wings; Gussle Rivals Jonah; Ambrose’s Fury; A One Night Stand; Wished on Mabel; Caught in the Act; Ambrose’s Little Hatchet; That Little Band of Gold; Fatty’s Faithful Fido; Beating Hearts and Carpets; Fatty’s Chance Acquaintance; Fatty’s Reckless Fling; Ambrose’s Sour Grapes; Willful Ambrose; Hogan Out West; Hearts and Planets; Hogan’s Romance Upset; A Bird’s a Bird; Fatty’s New Role; Peanuts and Bullets; Colored Villainy; Fatty and Mabel at the San Diego Exposition; Love, Speed and Thrills; Mabel and Fatty’s Simple Life; Mabel, Fatty and the Law; Mabel and Fatty’s Wash Day; Hushing the Scandal; Droppington’s Family Tree; A Glimpse of the San Diego Exposition; Mabel and Fatty’s Married Life; A Rascal’s Foolish Way; Settled at the Seaside.
- 1914: Fatty and Minnie He-Haw; Fatty’s Magic Pants; The Plumber; His Prehistoric Past; Other People’s Business; Getting Acquainted; Leading Lizzie Astray; Fatty’s Wine Party; The Noise of Bombs; Fatty’s Jonah Day; Tillie’s Punctured Romance; An Incompetent Hero; His Talented Wife; His Trysting Place; His Musical Career; 'Curses!' They Remarked; Dough and Dynamite; Mabel’s Blunder; Those Love Pangs; Their Ups and Downs; The New Janitor; The Rounders; His New Profession; The Masquerader; Recreation; The Face on the Bar Room Floor; The Property Man; Mabel’s New Job; Laughing Gas; Mabel’s Married Life; Mabel’s Busy Day; The Knockout; Her Friend the Bandit; The Fatal Mallet; A Busy Day; Caught in the Rain; The Darktown Belle; Caught in a Cabaret; Twenty Minutes of Love; Mabel at the Wheel; The Star Boarder; Cruel, Cruel Love; A Rural Demon; His Favorite Pastime; Tango Tangles; A Film Johnnie; Between Showers; Twixt Love and Fire; Mabel’s Strange Predicament; Kid Auto Races at Venice; Making a Living; In the Clutches of the Gang; A Flirt’s Mistake; A Dark Lover’s Play; Mack at It Again.
- 1913: He Would a Hunting Go; Zuzu; the Band Leader; His Sister’s Kids; Cohen Saves the Flag; Fatty Joins the Force; A Muddy Romance; A Bad Game; Love Sickness at Sea; Baffles; Their Husbands; The Janitor; The Faithful Taxicab; Mabel’s Dramatic Career; Billy Dodges Bills; A Game of Pool; A Chip Off the Old Block; A Noise from the Deep; Cohen’s Outing; His Crooked Career, A Bandit, Peeping Pete, The Waiters’ Picnic, Barney Oldfield’s Race for a Life, The Gangsters, Mabel’s Awful Mistakes; Toplitsky and Company; Their First Execution; Algy on the Force; That Ragtime Band; His Chum the Baron; Bangville Police; Cupid in a Dental Parlor; A Life in the Balance; Father’s Choice; Her New Beau; On His Wedding Day; At Twelve O’Clock; The Chief’s Predicament; The Rube and the Baron; A Fishy Affair; A Dollar Did It; A Strong Revenge; A Deaf Burglar; Help! Help! Hydrophobia!; The Professor’s Daughter; Mabel’s Heroes; The Battle of Who Run; The Mistaken Masher; The Cure That Failed; A Double Wedding; Just Kids; Rastus and the Game Cock.
- 1912: Hoffmeyer’s Legacy; A Family Mixup; A Bear Escape; Mr. Fix-It; A Temperamental Husband; At It Again; At Coney Island; Ambitious Butler; The Beating He Needed; Stolen Glory; The Water Nymph; Cohen Collects a Debt; The Tourists.
- 1911: Why He Gave Up; The $500 Reward.